# خرمالو موریس
خرمالو موریس (نام علمی: Diospyros tessellaria) نام یک گونه از سرده خرمالو است.